# Lake Eggers
Der Lake Eggers ist ein 800 m langer und zugefrorener See an der Scott-Küste des ostantarktischen Viktorialands. Er liegt unmittelbar östlich des Rainbow Ridge im Zentrum der Brown-Halbinsel.
Das Advisory Committee on Antarctic Names benannte ihn 1999 nach dem neuseeländischen Geologen Alan J. Eggers, der im Dezember 1975 als Teilnehmer einer Kampagne im Rahmen der Victoria University’s Antarctic Expeditions geologische Proben am Scallop Hill am nördlichen Ende der Brown-Halbinsel nahm.